# Tatsunori Otsuka
Tatsunori Otsuka (em japonês:  大塚 達宣, Otsuka Tatsunori, Osaka, 5 de novembro de 2000) é um jogador de voleibol japonês que atua na posição de ponteiro.

## Carreira

### Clube
Otsuka atuou no voleibol universitário pela Universidade de Waseda de 2019 a 2021. No final de 2021, Otsuka foi anunciado como novo reforço do Panasonic Panthers.

### Seleção
Em 2017, Otsuka conquistou o título do Campeonato Asiático Sub-19 e a medalha de bronze no Campeonato Mundial Sub-19. Conquistou uma medalha de bronze novamente, em 2019, pelo Campeonato Asiático Sub-23.
Em 2021, estreou na seleção adulta japonesa disputando a Liga das Nações, terminando na décima primeira colocação. No mesmo, ano o atleta disputou sua primeira Olimpíada. Com a equipe japonesa, o ponteiro terminou na sétima colocação nos Jogos Olímpicos de Tóquio ao perder nas quartas de final para a seleção brasileira por 3 sets a 0. Em setembro do mesmo ano, foi vice-campeão do Campeonato Asiático ao perder a final para a seleção iraniana por 3 sets a 0.

## Vida pessoal
Ambos os pais de Otsuka eram professores de educação física do ensino médio.

## Títulos
- Campeonato Asiático Sub-18: 2017

## Clubes
| Anos  | Clube              |
| ----- | ------------------ |
| 2021– | Panasonic Panthers |